# Rayo Vallecano
Rayo Vallecano de Madrid este un club de fotbal din Madrid, Spania, care evoluează în Primera División. Fondată în 1924, joacă meciurile de acasă pe stadionul Campo de Fútbol de Vallecas cu o capacitate de 14.708 de locuri.

## Lotul sezonului 2025-2026
La 12 august 2025
| Nr. |           | Poziție | Jucător                                  |
| --- | --------- | ------- | ---------------------------------------- |
| 1   | Spania    | P       | Dani Cárdenas                            |
| 2   | România   | F       | Andrei Rațiu                             |
| 3   | Spania    | F       | Pep Chavarría                            |
| 4   | Spania    | M       | Pedro Díaz                               |
| 5   | Italia    | F       | Luiz Felipe                              |
| 6   | Senegal   | M       | Pathé Ciss                               |
| 7   | Spania    | M       | Isi Palazón (al 3-lea căpitan)           |
| 8   | Argentina | M       | Óscar Trejo (căpitan)                    |
| 10  | Spania    | A       | Sergio Camello                           |
| 11  | Angola    | A       | Randy Nteka                              |
| 13  | Argentina | P       | Augusto Batalla                          |
| 15  | Spania    | M       | Gerard Gumbau (împrumutat de la Granada) |

| Nr. |               | Poziție | Jucător                       |
| --- | ------------- | ------- | ----------------------------- |
| 16  | Ghana         | F       | Abdul Mumin                   |
| 17  | Spania        | M       | Unai López                    |
| 18  | Spania        | M       | Álvaro García                 |
| 19  | Spania        | A       | Jorge de Frutos               |
| 20  | Albania       | F       | Iván Balliu                   |
| 21  | Camerun       | A       | Etienne Eto'o                 |
| 22  | Uruguay       | F       | Alfonso Espino                |
| 23  | Spania        | M       | Óscar Valentín (vice-căpitan) |
| 24  | Franța        | F       | Florian Lejeune               |
| 27  | Spania        | F       | Pelayo Fernández              |
| 29  | Spania        | M       | Diego Méndez                  |
|     | Țările de Jos | F       | Jozhua Vertrouwd              |